# 马兹吕勒
马兹吕勒（法語：Mazerulles，法語發音：[mazʁyl]）是法国默尔特-摩泽尔省的一个市镇，位于该省南部，属于南锡区。

## 地理
马兹吕勒（48°45'33"N, 6°22'54"E）面积6.38 平方千米，位于法国大東部大區默尔特-摩泽尔省，该省份为法国东北部内陆省份，是洛林的一部分，北邻比利时、卢森堡，北起顺时针与摩泽尔省、下莱茵省、孚日省和默兹省接壤。
与马兹吕勒接壤的市镇（或旧市镇、城区）包括：阿芒斯、塞耶河畔布兰、尚珀努、阿姆聚勒河畔埃贝维莱尔、塞耶河畔蒙塞勒、索尔内维尔。
马兹吕勒的时区为UTC+01:00、UTC+02:00（夏令时）。

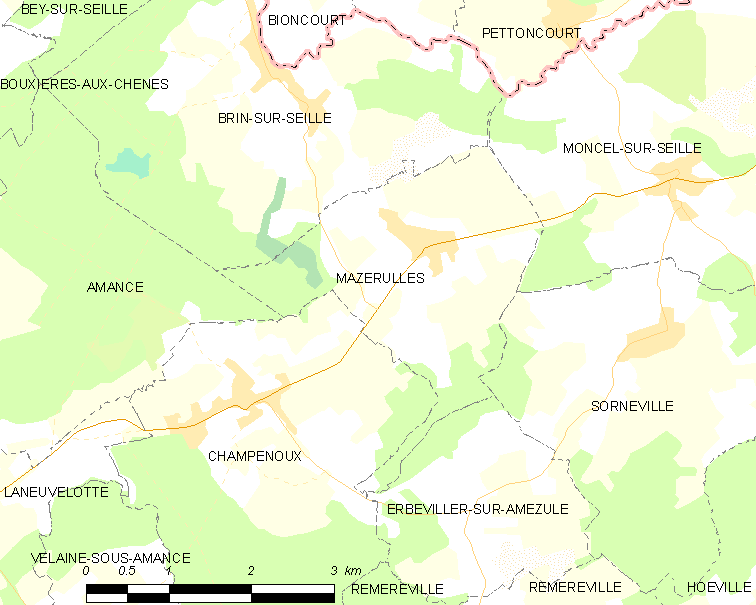
马兹吕勒的OSM定位图

## 行政
马兹吕勒的邮政编码为54280，INSEE市镇编码为54358。

## 政治
马兹吕勒所属的省级选区为格朗库罗内县。

## 人口

1962-2008年间马兹吕勒人口变化图示

马兹吕勒于2022年1月1日时的人口数量为285人。